# 隼鷹號航空母艦
隼鷹號航空母艦是飛鷹級航空母艦第二號艦，其前身是日本軍方補助民間造船廠建造的客輪橿原丸，它於1939年3月在三菱長崎造船廠開工，1940年10月客輪工程還未完成已被日本海軍接收改造成航空母艦。

## 設計特點
隼鷹號由於原本是作為客貨輪用，但在日本政府的運作下由國家負擔6成建造經費來保障必要時可改裝為軍艦使用，因此設計軍方及民間的設計理念衝突便在這型軍艦上出現拉鋸。除了裝甲外，最大的差別就是在動力部分，當時遠洋客輪的極速在23節左右，但是在軍方的推動下飛鷹級將極速提高到25節，為了達成需求，承造飛鷹級的兩間造船廠各自使用其獨立設計的高溫高壓鍋爐，雖然名稱不同，但操作規格上大同小異；均為操作壓力為40公斤/平方公分（3,923 千帕斯卡，569psi），操作溫度攝氏420度，為二戰日本軍艦中最高級的一型。不過這型鍋爐因為技術上仍不成熟，因此隼鷹號也有著主機高故障率的困擾。
被改造成航空母艦後又把原本船內的木質裝潢拆去並在艦內各處加上以肥皂水作為液體的消防設備，它的煙囪被設計成向外傾斜26度，以便令排出的廢氣不會在飛行甲板上空漂浮，而在它參戰後又加裝雷達和不斷增強防空火力，尤其是九六式25毫米高射機炮由最初24門增加至88門，到了1944年隼鷹號的艦身兩側都畫上反潛迷彩。

## 實戰

### 阿留申攻略戰
1942年6月，隼鷹號和龍驤號航空母艦一起參與對美國的阿留申群島戰役，目的是為了配合中途島海戰並支援陸軍攻佔阿留申群島的阿圖島和基斯卡島，當時隼鷹號上有零式戰鬥機20架和九九式俯衝轟炸機19架，6月3日，13架零戰和15架九九式從隼鷹號上起飛去轟炸荷蘭港，但因為天氣差而令能見度低，日軍零戰祇擊落了一架PBY飛艇和對荷蘭港用機槍亂射一通後回航。
之後，隼鷹號又派出6架零戰和15架九九式但仍受制於壞天氣而無功而返，第二日，隼鷹號再派出5架零戰和11架九九式對荷蘭港進行較大破壞的空襲，其間有4架九九式被擊落，之後收到要南下支援中途島的命令，但在前去途中已收到日軍慘敗的消息而決定回到阿留申繼續支援陸軍的登陸作戰，直至6月24日才返回日本。

### 瓜達康納爾島戰役
1942年10月，隼鷹號和飛鷹號一起前往南太平洋參與瓜達康納爾島戰役，但在途中飛鷹號故障，在把部份飛機移往隼鷹號後回航，10月25日，隼鷹號派出12架零戰和12架九七式艦上攻擊機空襲瓜島美軍亨德森機場，第二日，隼鷹號派出12架零戰和17架九九式空襲美軍企業號航空母艦但未能炸中，反而炸中美國戰艦南達科他號和輕巡洋艦聖胡安號，之後隼鷹號再派第二批和第三批飛機把美國大黃蜂號航空母艦炸成重傷，最後由日軍驅逐艦用魚雷把它擊沉。
之後隼鷹號和飛鷹號都從事由日本至南太平洋之間的運輸任務，祇有其艦上的飛機被借調至陸上機場繼續進行空戰，11月5日，隼鷹號被美軍潛艇比目魚號用魚雷擊傷，要由重巡洋艦利根號拖回日本修理。

### 馬里亞納海戰
1944年6月19日，隼鷹號和飛鷹號參加在菲律賓海域的馬里亞納海戰，雖然當時日軍在美軍艦載機行動範圍以外放出飛機，但由於日軍飛行員質素差而幾乎全軍覆沒，6月20日，隼鷹號受到美軍攻擊，被直接命中2發炸彈及6發至近彈，這讓隼鷹號的煙囪被炸飛，飛行甲板也被炸爛，因此陣亡53人。但隼鷹號並未被擊沉，而是成功地返回日本並於吳港修復；但是這時候日本已經沒有像樣的艦載航空兵戰力，隼鷹號只能擔任運輸艦任務。

## 結局
正因為隼鷹號幸運地回到日本修理而無參加雷伊泰灣海戰，之後它只能作為大型貨船從事後勤補給的運輸任務，1944年12月9日清晨，隼鷹號完成運送物資至馬尼拉返回佐世保在長崎縣野母崎海域女島附近遭美軍紅魚號（SS-395）及鬼蝠魟號（SS-400）聯手攻擊，艦艏與右側機械室各被打中一發魚雷，艦首段被炸爛10公尺，艦體浸水5000噸，死亡19人。雖然隼鷹號因此右傾12度，但船內缺乏可燃物資的狀況下未造成進一步災情，這使隼鷹號逃過立刻沉沒的命運，並能使用左側引擎以13節左右的航速返回佐世保。
在佐世保的船塢維修到1945年3月底隼鷹號修好船體離開船塢，但是右引擎因缺乏零件直到戰末都沒有修復，也使將她排除於大和號特攻作戰之外；日本海軍在評估艦體狀況後在1945年4月將隼鷹號列入第四預備艦（等同報廢狀態，艦艇編制人員只留下定額編制2成），在6月20日又重新列為警備艦，但一直停泊在佐世保軍港直至停戰解除武裝。1945年10月8日美國海軍派技術團隊至佐世保評估也認定她為全損無法使用，因此她沒有用於復員運輸，1946年6月在佐世保拆毀，1947年8月1日完成作業。
不過，隼鷹號的船鐘在菲律賓海海戰因受創落海，在塞班島附近海域遭美軍拾獲。1944年由切斯特·威廉·尼米茲作為紀念悼念二戰中犧牲的年輕生命而贈送給福坦莫大學，這個船鐘後來受天主教紐約總教區的樞機主教弗蘭西斯·斯貝爾曼祝福，在2012年為止它仍保存在當地。